# Wacław Berent

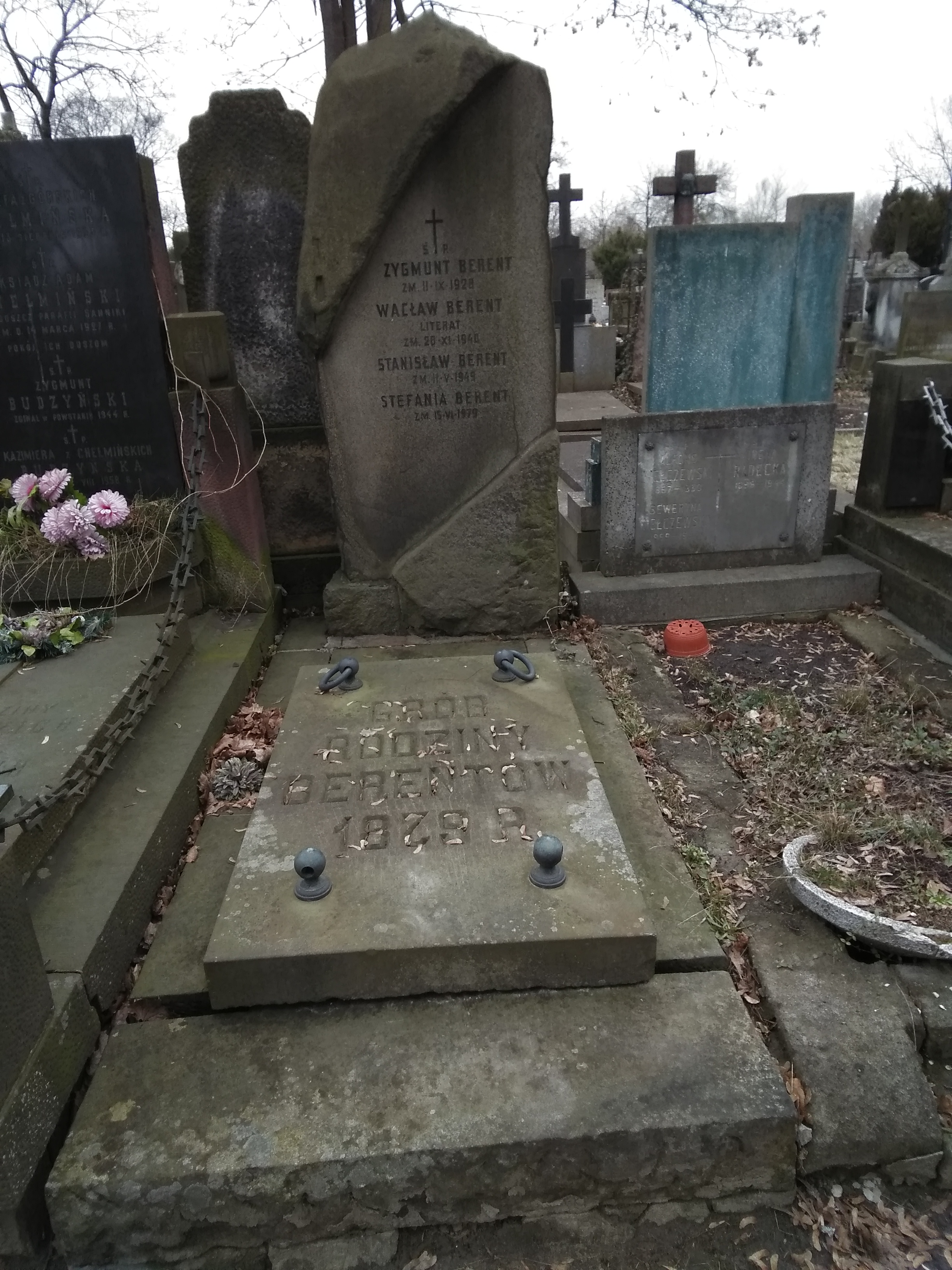
Grób Wacława Berenta na cmentarzu Powązkowskim

Wacław Berent ps. Władysław Rawicz, używał także kryptonimów S.A.M. oraz W.B. (ur. 28 września 1873 w Warszawie, zm. 19 lub 22 listopada 1940 tamże) – polski powieściopisarz i tłumacz okresu modernizmu, główny (obok Władysława Reymonta) przedstawiciel realizmu w literaturze Młodej Polski.

## Życiorys
Biografia pisarza pełna jest niewiadomych. Wątpliwości wzbudzają oficjalne, podawane w dokumentach daty urodzin i śmierci artysty. Wiadomo, że urodził się w Warszawie, pochodził z rodziny mieszczańskiej. Był synem Karola, uczestnika powstania styczniowego, i Wacławy Pauliny z domu Dejkie. Uczęszczał do prywatnego Gimnazjum Wojciecha Górskiego w Warszawie. Ukończył studia przyrodnicze na Uniwersytecie Zuryskim oraz Uniwersytecie Ludwika i Maksymiliana w Monachium; w 1895 w Zurychu otrzymał tytuł doktora nauk przyrodniczych na podstawie rozprawy z dziedziny ichtiologii (Zur Kenntnis des Parablastes und der Keimblätterdifferenzierung im Ei der Knochenfische). Osiadł na stałe w Warszawie. Podróżował wiele po Europie, często przebywając w Austrii, Niemczech i we Włoszech. Był poliglotą, biegle posługiwał się językami: rosyjskim, niemieckim, francuskim oraz włoskim, podjął ponadto naukę języka angielskiego oraz łaciny średniowiecznej.
Około roku 1899 poznał w Warszawie początkującą poetkę – Bronisławę Mierz-Brzezicką (od roku 1901 żonę rzeźbiarza – Stanisława K. Ostrowskiego), w której był przez długi czas zakochany. Swój zawód miłosny opisał prawdopodobnie w zniszczonej przez siebie powieści Kredowe koło (lub Zaklęte koło). Poetka w dedykowanym Berentowi wierszu pt. Źródło wyznawała wymownie: „I z wolna na falach wiatru przepływają do mnie wspomnienia – dalekie, rozpłynięte echa przeszłości; a w myślach mi powstaje całe to życie minione: utraconego szczęścia wiecznie żałosna historia... pamiętam ją i rozumiem.”
Debiutował w 1894 opowiadaniem Nauczyciel opublikowanym pod pseudonimem Wł. Rawicz w czasopiśmie literackim „Ateneum”. W tym samym roku wydał także w „Gazecie Polskiej” szkic Przy niedzieli. W 1896 rozpoczął współpracę z czasopismem „Wszechświat” (w którym drukował w 1898 Jeszcze o domniemanym protoplaście człowieka, a w 1901 Nowe badania nad zapładnianiem i rozwojem jaja zwierzęcego oraz Ciągi ptaków). W latach 1900–1907 był związany z założonym przez Zenona Miriama Przesmyckiego periodykiem „Chimera”. Wszedł na stałe do wąskiego grona jego najczęstszych i najważniejszych współpracowników. Na łamach pisma drukował m.in. powieść polifoniczną o artystach, która dała mu wstęp do grona pierwszorzędnych twórców okresu modernizmu – Próchno, przekład sztuki Dietriecha Grabbego Żart, satyra, ironia i głębsze znaczenie oraz fragmenty przekładu traktatu filozoficznego Tako rzecze Zaratustra. Okres współpracy z „Chimerą” był najpłodniejszy w całej literackiej karierze Berenta – nigdy potem nie napisał tylu tekstów w tak krótkim czasie. W 1905 wydał pod pseudonimem S.A.M. broszurę polityczną Idea w ruchu rewolucyjnym. Stanowiła ona rdzeń wykorzystany następnie w procesie tworzenia powieści o społeczeństwie polskim na krótko przed wybuchem rewolucji pt. Ozimina. Lata 1917–1918 przyniosły kolejną (najbardziej znaną) powieść autora Opowieść rybałta, której tytuł w późniejszych przekładach został zmieniony na Żywe kamienie.
W dwudziestoleciu międzywojennym pisarz skupił się na pracy tłumacza. Pojawiły się przekłady Wroga ludu Ibsena, krótkich utworów Johanna Wolfganga Goethego, Charlesa Kingsleya, Stendhala, Romaina Rollanda. Oprócz tłumaczenia obcej twórczości, Berent wydał także trzy tomy opowieści biograficznych o wybitnych osobistościach kultury i wojskowości porozbiorowej: Nurt, Diogenes w kontuszu, Zmierzch wodzów. W 1932 za te opowieści, zwłaszcza Wywłaszczenie muz, otrzymał Państwową Nagrodą Literacką.
W latach 1920–1921 został współredaktorem „Nowego Przeglądu Literatury i Sztuki”, w 1924 redagował serię wydawniczą Opowieści Zwięzłe, a w 1929 wraz z Janem Lechoniem Pamiętnik Warszawski. W 1933 powołano Berenta do Polskiej Akademii Literatury, był także członkiem Towarzystwa Literatów i Dziennikarzy Polskich w Warszawie.
Krytyk haseł pozytywistycznych i modernistycznej filozofii polskiej i europejskiej bohemy, postulującej służebność wobec sztuki. Był przeciwnikiem romantyzmu. Mistrz erudycyjnej, pełnej metafor prozy i dopracowanej, swoistej stylizacji językowej.
Spoczywa na cmentarzu Powązkowskim w Warszawie (kwatera 80, rząd 3, grób 27).

## Twórczość
Opowiadania i powieści:
- Nauczyciel (opowiadanie), 1894
- Fachowiec[7], 1895
- Próchno[8], 1903
- Idee w ruchu rewolucyjnym[9], 1905
- Źródła i ujścia nietzscheanizmu, 1906
- Ozimina[10], 1911
- Żywe kamienie (pierwotny tytuł Opowieść rybałta), 1918
- Nurt[11][12], 1934
- Diogenes w kontuszu[13], 1937
- Zmierzch wodzów[14], 1939

Tłumaczenia:
- Żart, satyra, ironia i głębsze znaczenie, D. Grabbe, 1901
- Tako rzecze Zaratustra, Książka dla wszystkich i dla nikogo, F. Nietzsche[15], 1905
- Gawęda o duchach, Historia moralna. Z gawęd uchodźców niemieckich 1794–1795, J.W. Goethe[16], 1924
- Włóczęga, K. Hamsun, 1924
- Baryłeczka, G. de Maupassant, 1924
- Z kronik włoskich: Vittoria Accoramboni oraz Księżna de Paliano, Stendhal[17], 1924
- Żywot Michała Anioła, R. Rolland, 1924
- Historia gejszy oraz Mniszka i Żona, L. Hearn, 1924
- Opowieści niesamowite i upiorne, L. Hearn[18], 1924
- Wróg ludu, H. Ibsen[19], 1926
- Heroje, czyli Klechdy greckie o bohaterach, Ch. Kingsley[20], 1926

## Ordery i odznaczenia
- Krzyż Komandorski Orderu Odrodzenia Polski (10 listopada 1933)[21]
- Krzyż Oficerski Orderu Odrodzenia Polski (2 maja 1923)[22][23]

## Upamiętnienie
5 grudnia 1977 w Warszawie jednej z ulic na terenie obecnej dzielnicy Bielany zostało nadanie imię Wacława Berenta.
Wacław Berent jest także patronem ulic m.in. w: Chojnicach, Częstochowie, Jeleniej Górze, Krakowie, Pruszkowie i Wrocławiu.